# 42a Mostra Internacional de Cinema de Venècia
La 42a Mostra Internacional de Cinema de Venècia es va celebrar entre el 26 d'agost i el 6 de setembre de 1985.

## Jurat
El jurat de l'edició de la Mostra de 1985 era format per:
- Krzysztof Zanussi (president) (Polònia)
- Guido Aristarco (Itàlia)
- Gaspare Barbiellini Amidei (Itàlia)
- Ricard Bofill (Espanya)
- Frank Capra (EUA)
- Jean d'Ormesson (França)
- Odysseas Elytis (Grècia)
- Kon Ichikawa (Japó)
- Eugène Ionesco (França)
- Elem Klimov (URSS)
- Lino Micciché (Itàlia)
- Zoran Mušič (Iugoslàvia)
- John Schlesinger (GB)
- Renzo Vespignani (Itàlia)

## Selecció oficial

### En competició
| Títol original               | Director(s)           | País de producció                  |
| ---------------------------- | --------------------- | ---------------------------------- |
| Bekçi                        | Ali Özgentürk         | Turquia/ RFA                       |
| Dust                         | Marion Hänsel         | Bèlgica/ França                    |
| Glissando                    | Mircea Daneliuc       | Romania                            |
| Shokutaku no nai ie          | Masaki Kobayashi      | Japó                               |
| Perinbaba                    | Juraj Jakubisko       | Txèquia/ RFA/ Itàlia/ Àustria      |
| Vergeßt Mozart               | Miloslav Luther       | RFA                                |
| Legend                       | Ridley Scott          | Estats Units                       |
| Zivot je lep                 | Boro Draskovic        | Iugoslàvia                         |
| The Lightship                | Jerzy Skolimowski     | Estats Units                       |
| Mamma Ebe                    | Carlo Lizzani         | Itàlia                             |
| No Man's Land                | Alain Tanner          | Suïssa/ França/ França/ Regne Unit |
| Parad planet                 | Vadim Abdrashitov     | Unió Soviètica                     |
| Los paraísos perdidos        | Basilio Martín Patino | Espanya                            |
| Pervola, sporen in de sneeuw | Orlow Seunke          | Països Baixos/ Noruega             |
| Police                       | Maurice Pialat        | França                             |
| Prizzi's Honor               | John Huston           | Estats Units                       |
| Rèquiem per un camperol      | Francesc Betriu       | Espanya                            |
| O Sapato de Cetim            | Manoel de Oliveira    | Portugal                           |
| Petrina hronia               | Pantelis Voulgaris    | Grècia                             |
| Mer mankutyan tangon         | Albert Mkrtchyan      | Unió Soviètica                     |
| El exilio de Gardel (Tangos) | Fernando Solanas      | Argentina/ França                  |
| Sans toit ni loi             | Agnès Varda           | França                             |
| La donna delle meraviglie    | Alberto Bevilacqua    | Itàlia                             |

## Seccions autònomes

### Setmana de la Crítica del Festival de Cinema de Venècia
Les següents pel·lícules foren exhibides com en competició per a aquesta secció:
- A Strange Love Affair d'Eric de Kuyper & Paul Verstraten
- El Haimoune de Nacer Khemir ,
- Fandango de Kevin Reynolds
- Nicht nichts ohne Dich de Pia Frankenberg
- Der Rekord de Daniel Helfer ,
- A tanítványok de Géza Bereményi
- Yesterday de Rodoslaw Piwowarski

## Premis
- Lleó d'Or:
  - Sans toit ni loi d'Agnès Varda
- Gran Premi Especial del Jurat:
  - El exilio de Gardel (Tangos) de Fernando Solanas
- Premi Especial del Jurat:
  - The Lightship de Jerzy Skolimowski
- Lleó de Plata:
  - Dust de Marion Hänsel
- Millor Actor:
  - Gérard Depardieu (Police)
- Millor actriu:
  - NO ASSIGNAT. El jurat va considerar com les millors actuacions les de Sandrine Bonnaire (Sans toit ni loi) i Jane Birkin (Dust), però va decidir no atorgar el premi, ja que ambdues pel·lícules van guanyar premis importants.[5]
  - Mencions especials:
    - Sonja Savić (Zivot je lep)
    - Galya Novents (Mer mankutyan tangon)
    - Themis Bazaka (Petrina Hronia)
- Lleó d'Or per la seva carrera
  - Federico Fellini
- Lleó Especial per la totalitat del treball
  - John Huston
  - Manoel de Oliveira
- Premis Sergio Trasatti 
  - Manoel de Oliveira (O Sapato de Cetim)
  - Menció Especial — Juraj Jakubisko (Perinbaba)